# Bloodywood
Bloodywood est un groupe indien de nu metal, originaire de New Delhi et fondé en 2016. 
Créé à l'origine comme un groupe parodique faisant des reprises de chansons pop sur YouTube, ils se sont finalement tournés  vers l'écriture de leurs propres musiques.

## Histoire
Avant de créer le groupe, Karan Katiyar mettait régulièrement sur YouTube des titres parodiques de reprises populaires de Bollywood, mais il avait du mal à trouver un chanteur adapté. Katiyar a rencontré Jayant Bhadula, qui a travaillé comme responsable des talents dans une société de divertissement, lors d’un concert local et a été impressionné par sa gamme vocale et sa polyvalence. 
En 2016, Katiyar a quitté son poste de juriste d'entreprise et a formé avec Bhadula un duo dans le but de « détruire les chansons pop ». 
En 2017, Bloodywood réenregistra la chanson Heavy de Linkin Park dans le style nu-metal de leurs albums précédents Hybrid Theory et Meteora, attirant l'attention de nombreux sites de musique tels que Loudwire et Metal Hammer, ce dernier déclarant que c'est « comme ça que Heavy de Linkin Park aurait dû sonner »,. Plus tard, elle fut suivie par une version métal de la chanson punjabi populaire Tunak Tunak Tun de Daler Mehndi, avec des chanteurs invités de Bonde do Metaleiro,. 
Le 1er mai 2018, Bloodywood publia Ari Ari, basée sur la chanson folklorique punjabi Baari Barsi. La chanson mettait en vedette le rappeur Raoul Kerr, que Katiyar avait invité après avoir travaillé avec lui sur une vidéo lyrique. Kerr sera par la suite présent dans d'autres chansons de Bloodywood. Après les encouragements de leurs fans, le groupe a commencé à se consacrer à l'écriture de musiques originales. Bloodywood s'est associé au site de conseil en ligne HopeTherapy et a publié la chanson Jee Veerey consacrée à la lutte contre la dépression et les maladies mentales,. Le 15 janvier 2019, le groupe a publié Endurant traitant du harcèlement scolaire. 
Le 21 mars 2019, il fut annoncé que Bloodywood se produirait au Wacken Open Air. Deux jours plus tard, le groupe publiait Machi Bhasad (Expect a Riot) initialement destiné au prochain jeu d'Ubisoft, Beyond Good and Evil 2, et annonçait que Kerr devenait membre permanent du groupe et que Bloodywood se lançait dans une tournée internationale nommée Raj Against the Machine Tour avec notamment un passage à Paris, en France,.

En 2022, ils publient, dans l'album Rakshak, la chanson Dana-Dan traitant de leur colère contre les violeurs. Commentant ainsi la publication du titre :
‘Dana Dan’ est un commentaire graphique sur les agressions sexuelles et la nécessité de les éliminer. Il commence par la rage réflexe, presque homicide, que nous ressentons en entendant parler de ces crimes, avant d’évoluer vers un appel aux armes plus réfléchi. Il se termine par une invitation douce à chacun de nous à réfléchir au rôle que nous jouons dans la création d’un monde où de telles atrocités sont commises et à œuvrer pour leur éradication totale.

## Membres
- Karan Katiyar - guitares, flûte, production, composition
- Jayant Bhadula - chant indien, chant guttural
- Raoul Kerr - rap
- Sarthak Pahwa - dohol
- Roshan Roy - basse
- Vishesh Singh - batterie

## Vidéographie
- 2017 : Angry Santa
- 2018 : Tunak Tunak Tun (feat. Bonde do Metaleiro)
- 2018 : Rang De Basanti
- 2018 : Ari Ari
- 2018 : Jee Veerey
- 2019 : Endurant
- 2019 : Machi Bhasad (Expect a Riot)
- 2020 : Yaad
- 2021 : Gaddaar
- 2022 : Aaj
- 2022 : Dana Dan
- 2024 : Nu Delhi
- 2024 : Bekhauf (en duo avec le groupe japonais BABYMETAL)